# Guadalcanaldwergijsvogel
De guadalcanaldwergijsvogel (Ceyx nigromaxilla) is een vogel uit de familie Alcedinidae (ijsvogels). De vogel werd in 1905 als ondersoort van de Molukse dwergijsvogel (Ceyx lepidus) door Lionel Walter Rothschild en Ernst Hartert beschreven.

## Verspreiding en leefgebied
Er zijn twee ondersoorten (soms als aparte soorten beschouwd).
- C. n. nigromaxilla: endemisch op Guadalcanal,
- C. n. malaitae: endemisch op Malaita (Malaitadwergijsvogel)

Beide eilanden van de Salomonseilanden.